# Silvio Lucev
Silvio Lucev, detto Cina (Trieste, 11 aprile 1934 – Bologna, 22 luglio 1990), è stato un cestista italiano.

## Carriera
Ha militato nella Ginnastica Triestina, nel Gira Ozzano e nella Virtus Bologna. Ha vestito la maglia della Nazionale agli Europei 1955 e 1959. Si è ritirato a 25 anni.